# Alliance, Ohio
Alliance là một thành phố thuộc quận Stark, tiểu bang Ohio, Hoa Kỳ. Năm 2010, dân số của thành phố này là 22322 người.

## Dân số
- Dân số năm 2000: 23253 người.
- Dân số năm 2010: 22322 người.